# Stadsbrand van Amsterdam (1421)
De stadsbrand van 1421 behoort, met de stadsbrand van 1452, tot de grootste branden die Amsterdam hebben geteisterd.
In de eerste eeuwen van Amsterdam waren de meeste huizen van hout. Baksteen was kostbaar, alleen grote gebouwen zoals kerken waren uit steen opgetrokken. Daarom kon een kleine brand gauw tot een grote brand uitgroeien. Hele stadswijken gingen in vlammen op en de bewoners waren (nagenoeg) machteloos met de beperkte middelen die hen ten dienste stonden. Sterke wind kon de gevolgen nog versterken en alleen wijken die bovenwinds van de brand lagen bleven gespaard. Pas als alles was afgebrand doofde het vuur na verloop van tijd.

## Stadsbrand 1421
Op zondag 13 april 1421 woedde een grote brand, die vooral de Middeldam, het Stadhuis en de Mariakerk (de latere O.L Vrouwekerk / Nieuwe Kerk) trof. Een derde deel van de stad ging verloren. Daaronder was naast deze gebouwen ook de Heilige Stede (de latere Nieuwezijds Kapel), gebouwd na het Mirakel van Amsterdam uit 1345. Deze Heilige Stede zou in 1452 weer in vlammen opgaan. De Sint-Nicolaaskerk (Oude Kerk) overleefde de beide grote 15e-eeuwse branden. De Mariakerk was nog in aanbouw, sinds het einde van de 14e eeuw.

## Brandpreventie
Toen in 1452 nogmaals een groot deel van de stad afbrandde, verordonneerde het stadsbestuur dat huizen van steen gebouwd moesten worden. Ook rieten daken moesten worden vervangen door dakpannen. Brandgevaarlijke bedrijven werden in de loop der tijd naar de rand van de stad verbannen. Dit proces heeft vanaf de 15e eeuw tot in de 20e eeuw geduurd. Later vonden nog regelmatig branden plaats, maar, mede dankzij de uitvinding en toepassing van de brandspuit van Jan van der Heijden, groeiden branden niet meer uit tot de omvang van 1421 en 1452.

## Canon van Amsterdam
- De stadsbrand van 1421 is venster nummer 4 van de Canon van Amsterdam.